# Horta (premetrostation)
Horta is een station van de Brusselse premetro, gelegen in de Brusselse gemeente Sint-Gillis.

## Geschiedenis
Het station Horta werd geopend op 3 december 1993 samen met het premetrogedeelte van Hallepoort, stations Sint-Gillisvoorplein en Albert. Deze stations vormen het zuidelijke deel van de Noord-Zuidas en worden bediend door tramlijnen 4 en 10.
In de verdere toelomst zal dit premetrostation omgebouwd moeten worden tot een volwaardige station als onderdeel van metrolijn 3.

## Situering
Het premetrostation bevindt zich onder de kruising van de Waterloosesteenweg en de Lyceumstraat, direct ten oosten van de Bareel van Sint-Gillis en nabij het gemeentehuis. Bovengronds is er aansluiting met tramlijnen 81 en 97 en met buslijn 48 aan halte "Bareel", op verschillende plaatsen afhankelijk van lijn en richting. Bij het verlaten van het premetrostation is het niet meteen duidelijk voor wie de buurt niet kent dat er aansluiting mogelijk is, en op de lijnschema's van de MIVB wordt de aansluiting ook niet vermeld.

## Kunst
Zijn naam dankt het station aan de nabijheid van een groot aantal art nouveaugebouwen, waaronder enkele van de hand van Victor Horta. In het station zijn ter decoratie balustrades en glas-in-loodramen geïntegreerd die afkomstig zijn uit het Volkshuis en Hotel Aubecq, beide ontworpen door Victor Horta en gesloopt in de jaren 1950 en 1960.

## Afbeeldingen

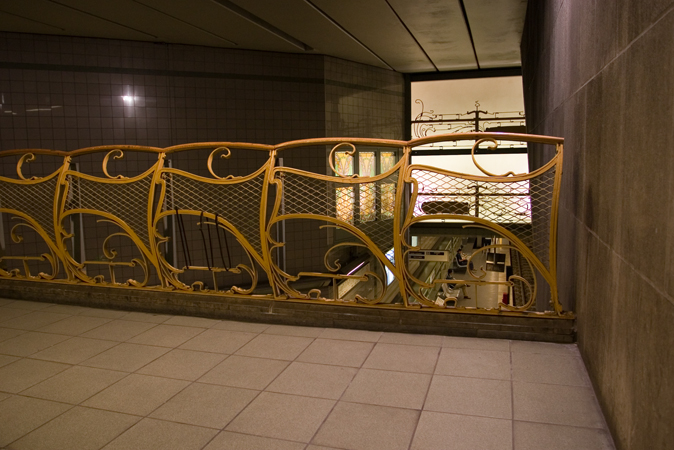
Balustrade uit een gesloopt jugendstilpand in de lokettenzaal